# Leopoldo Usseglio
Leopoldo Usseglio (Turin, 15 novembre 1853 - Lanzo Torinese, 26 septembre 1919) est un homme politique et un historien italien qui fut brièvement maire de Turin en 1917.

## Biographie
Fils d'un avocat et neveu de l'avocat et homme politique Giovanni Filippo Galvagno, Leopoldo Usseglio étudie le droit à l'université de Turin avant de se consacrer aux études historiques. Il s'intéressa notamment au marquisat de Montferrat et à la famille féodale piémontaise des Aleramici.
Maire de Lanzo Torinese de 1880 à 1887, commune où il fonde la première brigade de pompiers, il est élu au conseil municipal de Turin en 1899.
En 1906, il est parmi les promoteurs de la création d'une Faculté d'économie et de commerce à l'université de Turin.
Élu maire de Turin en juin 1917, il doit démissionner en octobre de la même année, à la suite de la polémique sur la répression violente des manifestations populaires contre la pénurie alimentaire.
La municipalité de Turin a donné son nom (Via Leopoldo Usseglio) à une rue du quartier Borgo Vittoria, tout comme la municipalité de Lanzo Torinese.

## Ouvrages sélectifs
- Lanzo: studio storico, L. Roux e C., 1887.
- Bianca di Monferrato, duchessa di Savoia, L. Roux, 1892.
- I Marchesi del Vasto: studio genealogico, Fratelli Bocca Editori, 1893.
- Il Regno di Tessaglia, 1204-1227, Alessandria, 1898.
- I marchesi di Monferrato in Italia ed in oriente durante i secoli XII e XIII, Vol. 100-101, Biblioteca della Società Storica Subalpina, Società Storica Subalpina, Casale Monferrato, 1926 (posthume).